# Compartició nuclear

Zones lliures d’armes nuclears
Estats armats nuclears
Nuclear compartit
Altres, Tractat sobre la no proliferació d’armes nuclears, NPT

Compartició nuclear (nuclear sharing) és un concepte en la política de dissuasió nuclear de l’OTAN i Rússia, que permet a països membres sense armes nuclears pròpies participar en la planificació, entrenament i, en situacions extremes, l’ús d’armes nuclears. En particular, preveu la participació de les forces armades d’aquests països en els acords de compartició nuclear per a l’entrega d’armes nuclears en cas de l’autorització del seu ús pel cap d’estat del país posseïdor nuclear.
Com a part de la compartició nuclear, els països participants duen a terme consultes i prenen decisions comunes sobre la política d’armes nuclears, entrenament i desplegament, i mantenen l’equipament tècnic (com avions capaços de portar armes nuclears) necessari per al lliurament d’aquestes armes. Alguns d’aquests estats també permeten que l’estat que posseeix armes nuclear les emmagatzeme al seu territori. En cas de guerra, els Estats Units van declarar públicament (i les parts negociadores varen acceptar) que el Tractat de No Proliferació Nuclear (TNP) deixaria de ser aplicable.

## OTAN
| País          | Base         | Estimat |
| ------------- | ------------ | ------- |
| Bèlgica       | Petit Brogel | 20      |
| Alemanya      | Büchel       | 20      |
| Itàlia        | Aviano       | 20-30   |
| Itàlia        | Ghedi        | 10-15   |
| Països Baixos | Volkel       | 20      |
| Turquia       | Incirlik     | 20      |

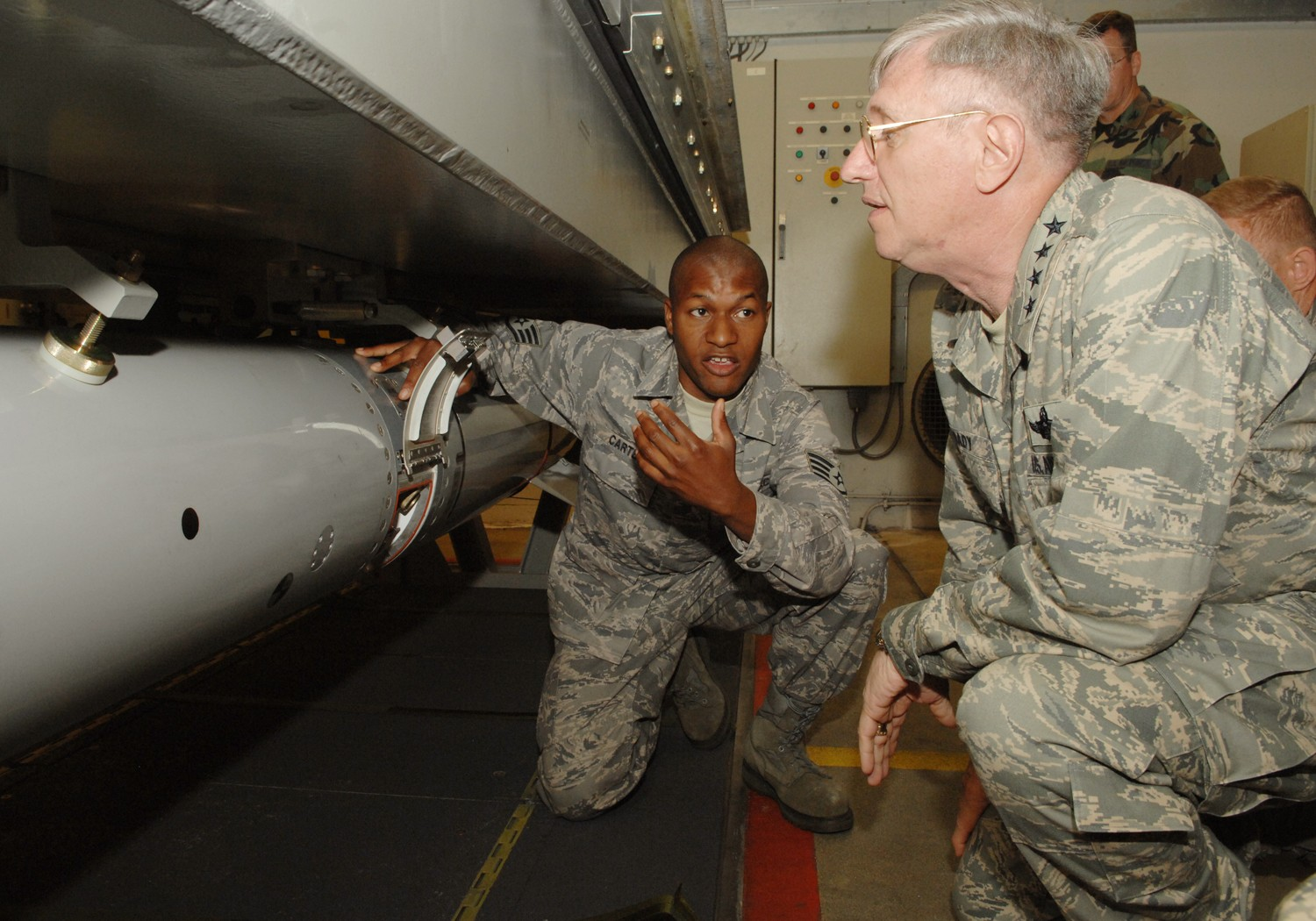
Un sistema d'emmagatzematge d'armes nuclears dels EUA a la base aèria de Volkel per emmagatzemar armes per al seu lliurament pels F-16 de la Força Aèria Reial dels Països Baixos

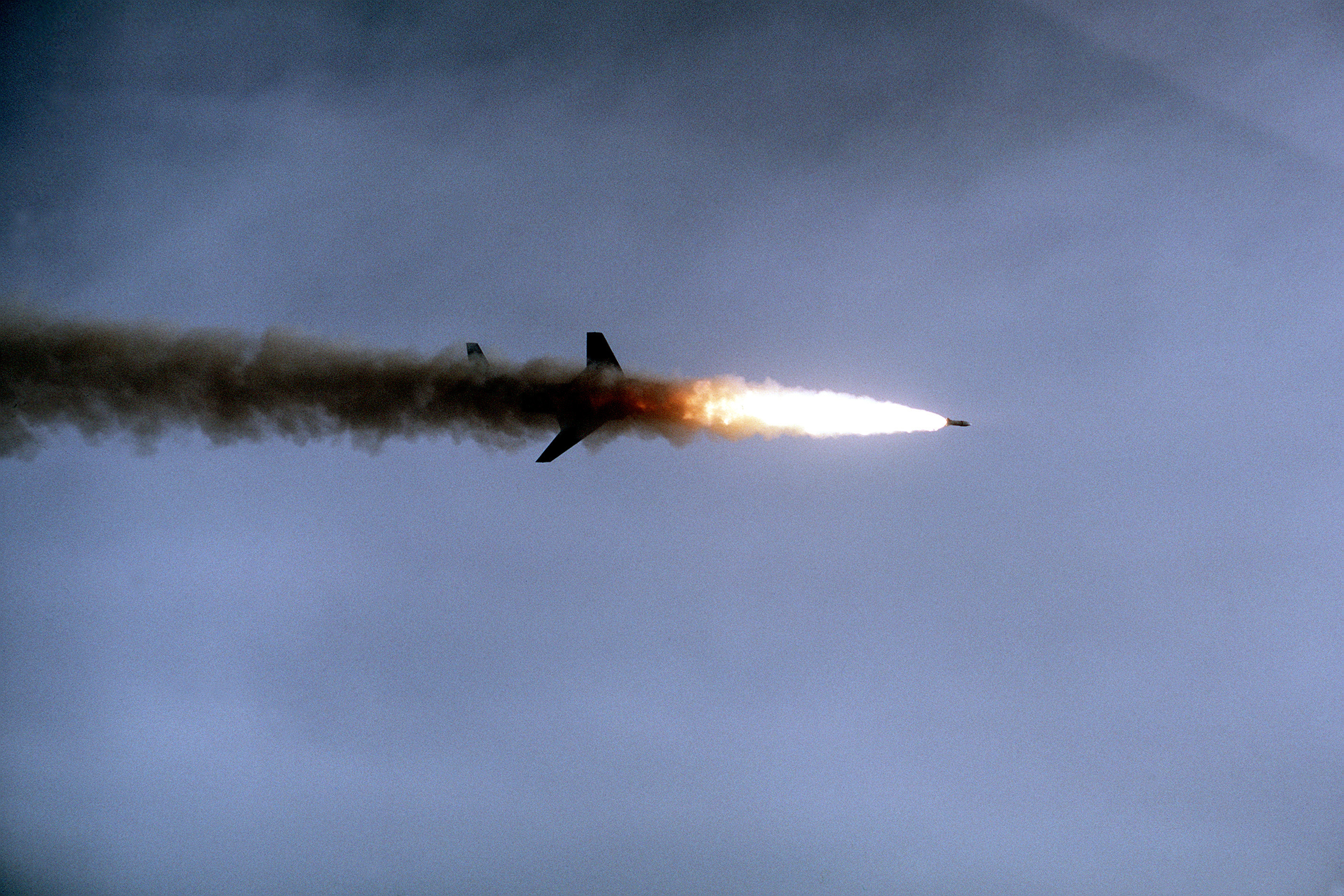
El CF-101B canadenc assignat al NORAD, disparant una versió inert del míssil aire-aire nuclear AIR-2 Genie el 1982

Dels tres poders nuclears de l’OTAN (França, el Regne Unit i els Estats Units), només els Estats Units són coneguts per haver proporcionat armes per a la compartició nuclear. Tanmateix, el Regne Unit també va desplegar, estacionar o provar armes nuclears en territori d’altres estats, i França va provar armes nuclears a Algèria, llavors colònia. Els Estats Units van començar a traslladar armes a Europa el 1954, primer al Regne Unit i després a l’Alemanya Occidental. Els EUA varen negociar acords amb els països aliats on s’emmagatzemarien armes nuclears dels EUA, incloent la Secció 144b de l’Atomic Energy Act, i un acord de magatzem nacional. També varen negociar acords addicionals amb França, Alemanya Occidental, Bèlgica, Països Baixos, Canadà i el Regne Unit per a l’ús d’armes nuclears emmagatzemades i controlades per forces estatunidenques a l’Alemanya Occidental. Aquests acords incloïen la entrega d’armes nuclears de curt abast —incloent mines terrestres, coets i artilleria— així com càrregues de profunditat amb armes nuclears i míssils antiaeris nuclears. Els EUA també van negociar un acord separat amb el Canadà per proporcionar armes antiaèries i antisubmarines nuclears per defensar Amèrica del Nord. Els EUA van desplegar forces nuclears a Groenlàndia (territori danès) i Islàndia —així com extensament en el teatre del Pacífic— però aquestes eren exclusivament per a lliurament per tropes dels EUA.
A partir de 2009, Bèlgica, Alemanya, Itàlia, els Països Baixos i Turquia han estat sovint hostes d’armes nuclears dels Estats Units com a part de la política de compartició nuclear de l’OTAN. Canadà va acollir armes sota el control del NORAD fins al 1984, i Grècia fins al 2001. El Regne Unit també va rebre armes tàctiques nuclears dels EUA com artilleria nuclear i míssils Lance fins al 1992, tot i ser estat nuclear; aquestes estaven principalment desplegades a Alemanya.

### Compartició nuclear
En temps de pau, les armes nuclears emmagatzemades en països no nuclears són guardades per personal de l’USAFA i, anteriorment, alguns sistemes d’artilleria i míssils nuclears eren guardats per personal de l’Exèrcit dels EUA; els codis PAL (Permissive Action Link) per activar-les continuen sota control americà. En cas de guerra, les armes s’han de muntar en avions de guerra dels països participants. Estan sota custòdia i control dels USAF Munitions Support Squadrons co‑localitzats en bases operatives principals de l’OTAN que treballen conjuntament amb les forces del país amfitrió.
A partir de 2021, se’n creu que hi ha desplegades 100 bombes tàctiques B61 a Europa sota l’acord de compartició nuclear. Les armes s’emmagatzemen dins un refugi reforçat amb el sistema WS3. Els avions missatgers són el General Dynamics F‑16 Fighting Falcon i el Panavia Tornado.
Històricament, els sistemes de lliurament compartits no estaven restringits a bombes. Grècia va utilitzar míssils Nike‑Hercules i avions A‑7 Corsair II. Canadà tenia míssils Bomarc, Honest John, AIR‑2 Genie i bombes tàctiques per al CF‑104. Els míssils PGM‑19 Jupiter es compartien amb unitats italianes i turques amb sistemes de doble clau. Els míssils PGM‑17 Thor estigueren avançats al Regne Unit amb tripulacions de la RAF. La proposta ampliada, la Força Multilateral de l’OTAN, preveia equipar vaixells amb Polaris, però el Regne Unit va adquirir els seus propis caps de guerra i el pla es va abandonar. Després de la caiguda de la URSS, els tipus d’arma compartida es van reduir a bombes tàctiques desplegades per avions capaços de portar-les. Segons la premsa, Estats membres de l’Europa de l’Est s’han oposat a la retirada de les bombes nuclears d’Europa, per por que això indiqui una feblesa de l’impacte d’estatunidenc per defensar Europa contra Rússia.

### Itàlia
A Itàlia, bombes B61 són emmagatzemades a la Base Aèria de Ghedi i a la Base Aèria d’Aviano. Segons l’ex‑president italià Francesco Cossiga, el paper d’Itàlia en una represa planificada consistia en colpejar Txecoslovàquia i Hongria si el Pacte de Varsòvia assimilava una guerra nuclear contra l’OTAN. Va reconèixer la presència d’armes nuclears dels EUA a Itàlia, i va especular sobre la possible presència de caps de guerra britànics i francesos.

### Alemanya
L’única base nuclear alemanya és la Base Aèria de Büchel, prop de la frontera luxemburguesa. La base té 11 refugis amb Vaults WS3 per a bombes nuclears, cada un amb una capacitat màxima de 44 bombes B61. Hi ha 20 bombes B61 a la base per als Tornado IDS de la Jagdbombergeschwader 33. Els Tornado estaven previstos per retirar l’any 2024; mentre valoracions de 2010 i 2018 qüestionaven el paper alemany, el 2020 va adquirir 30 Boeing F/A‑18E/F Super Hornet per substituir el Tornado en el seu paper amb capacitat nuclear. El Super Hornet encara no estava certificat per a la bomba B61, però Dan Gillian, cap del programa Super Hornet de Boeing, havia expressat anteriorment el seu optimisme sobre la possibilitat d'aconseguir aquesta certificació de manera oportuna. Però el 2022, arran de la invasió russa a Ucraïna, La comanda del Super Hornet va ser cancel·lada i Alemanya va optar per demanar 35 avions Lockheed Martin F-35 per a ús nuclear compartit.

### Països Baixos
El 10 de juny de 2013, l’ex‑primer ministre holandès Ruud Lubbers va confirmar l’existència de 22 bombes nuclears compartides a la Base Aèria de Volkel. Això es va confirmar per una versió preliminar de l’informe de l’Assemblea Parlamentària de l’OTAN el juny de 2019, que després es va editar el 11 de juliol de 2019 eliminant les referències a ubicacions específiques.

### Turquia
El 2017, a causa d'una relació cada cop més inestable entre els Estats Units i Turquia, es va suggerir que els Estats Units consideressin la possibilitat de retirar 50 armes nuclears tàctiques emmagatzemades sota control nord-americà a la base aèria d'Incirlik, a Turquia. La presència d'armes nuclears nord-americanes a Turquia va guanyar una major atenció pública a l'octubre de 2019 amb el deteriorament de les relacions entre les dues nacions després de la incursió militar turca a Síria.

### Compartició d’armes no estatunidenques
El març de 2025, enmig de les preocupacions europees sobre si es podia continuar confiant en els Estats Units com a aliat, el president francès Emmanuel Macron va dir que el seu país consideraria la possibilitat d'estendre la protecció que ofereix el seu arsenal nuclear a altres estats europeus. Tant Macron com el ministre de defensa Sébastien Lecornu van emfatitzar que França mantindria el control final de les armes, i es van negar explícitament les afirmacions que la possible decisió equivalia a un pla per compartir armes nuclears. Friedrich Merz va dir que les discussions sobre el compartir armes nuclears s'haurien de mantenir amb França i Gran Bretanya (que també té armes nuclears), però va advertir que les armes europees només podrien ser un complement de l'acord americà existent.

### Aspiracions poloneses
El 2022, després de la invasió russa d'Ucraïna, van aparèixer informes sobre la possible inclusió de Polònia a la política de compartició nuclear, amb el president Andrzej Duda qualificant la manca d'armes nuclears del país de "problema" i dient que estava en converses amb els Estats Units sobre la possibilitat de compartir armes nuclears. El juny de 2023, el llavors primer ministre Mateusz Morawiecki va declarar l'interès de Polònia a allotjar armes nuclears en el marc de la política, citant el suposat desplegament d'armes nuclears russes a la seva regió de Kaliningrad i Bielorússia, mentre que el cap de l'Oficina de Seguretat Nacional, Jacek Siewiera, va dir que el país estava interessat en certificar la seva propera flota F-35A com a capaç de llançar bombes B61. L'abril de 2024, el president Duda va dir que Polònia estava "preparada" per allotjar armes nuclears i que havia estat discutint l'assumpte amb el govern dels Estats Units durant "un temps". L'actual primer ministre polonès, Donald Tusk, va dir que volia parlar amb Duda per entendre la intenció que hi havia darrere de la declaració i que volia que Polònia "estigués segura i ben armada, però que també voldria que qualsevol iniciativa estigués molt ben preparada per les persones responsables i que tots els [polonesos] estiguessin convençuts que això és el que [ells] volen". El maig de 2024, el ministre d'Afers Exteriors Radosław Sikorski va acusar el president Duda de no consultar-lo sobre aquest i altres anuncis importants de política exterior i va dir que havia "demanat al president en privat i públicament que no discutís assumptes tan delicats i secrets en públic, perquè [no] ajudava Polònia"; també va dir que s'havia dit a l'anterior govern polonès que la idea que Polònia participés en la compartició nuclear "no estava sobre la taula". Després de l'anunci del març de 2025 que França estava considerant l'extensió de la seva dissuasió nuclear a altres països europeus (vegeu la secció següent), Duda va acollir amb satisfacció aquest desenvolupament alhora que renovava la seva crida perquè les armes americanes estiguessin basades a Polònia.

## No-OTAN

#### URSS
La URSS va aplicar compartició ja el 1959 amb la RD Alemanya, i també amb Hongria i Polònia; possiblement amb Bulgària.
La Unió Soviètica va practicar la compartició nuclear amb l'Alemanya Oriental, ja el 1959, i també es van fer acords de compartició nuclear similars als acords de l'OTAN amb Hongria, i Polònia. És possible que es fessin acords similars amb Bulgària, però fins ara no s'han trobat fonts.

#### Intercanvi d'armes nuclears entre Rússia i Bielorússia
El 27 de febrer de 2022, poc després de la invasió russa d'Ucraïna el 2022, els bielorussos van votar en un referèndum per derogar la prohibició constitucional postsoviètica de basar armes nuclears a Bielorússia. En una reunió el 25 de juny de 2022, el president rus Putin i el president de Bielorússia Alexander Lukashenko van acordar el desplegament de míssils russos de curt abast amb capacitat nuclear.
Rússia va subministrar a Bielorússia sistemes de míssils Iskander-M amb capacitat nuclear el 2023, i el president Putin va anunciar el primer lliurament de caps nuclears a partir del 16 de juny de 2023 en un discurs al Fòrum Internacional de Sant Petersburg. A més, Rússia ha completat les modificacions necessàries perquè els bombarders Su-25 bielorussos puguin portar bombes nuclears llançades des de l'aire i els pilots han rebut formació. Bielorússia ha informat del ple funcionament dels Iskander i Su-25 amb capacitat nuclear, i ha exercitat el seu ús amb caps nuclears d'entrenament el maig de 2024.

## Consideracions del Tractat de No Proliferació Nuclear
Alguns membres del Moviment de Països No-alineats expressat la seva preocupació pels acords de compartició nuclear de l'OTAN i la seva compatibilitat amb el TNP, arribant fins i tot a acusar els aliats de l'OTAN de violar l'article I del Tractat de No Proliferació Nuclear (TNP). El 2015, Rússia va acusar els EUA de violar el TNP, però des que Rússia va reprendre els seus propis acords de compartició nuclear, ara amb Bielorússia, ja no fa aquesta afirmació. Tanmateix, la Xina va acusar els EUA de violar el TNP en un esdeveniment paral·lel al procés de revisió del TNP a Ginebra el juliol de 2024.
En el moment en què es negociava el TNP, els acords de compartició nuclear de l'OTAN eren ben coneguts i es van discutir públicament a les Nacions Unides en les negociacions del TNP a Ginebra, als parlaments nacionals, als comunicats de premsa de l'OTAN i dels governs, i als mitjans de comunicació. Els EUA i l'URSS van discutir extensament la redacció dels articles I i II bilateralment i van negociar la redacció per garantir que fossin compatibles amb el TNP durant una negociació especialment intensa del 22 al 30 d'octubre de 1966 al marge de l'Assemblea General de les Nacions Unides a Nova York. Si bé alguns han afirmat erròniament que aquests acords eren secrets o desconeguts, i que alguns signataris no coneixien aquests acords i interpretacions en aquell moment, aquestes afirmacions han estat completament desmentides.
El 2015, Rússia ho va denunciar, però ara Rússia també comparteix amb Bielorússia. La Xina va acusar els EUA al costat del procés de revisió del TNP el juliol de 2024. Durant la negociació del TNP (22‑30 octubre 1966), els EUA i la URSS varen discutir l’adaptació del llenguatge per assegurar la compatibilitat amb els acords de compartició de l’OTAN. Les denúncies de secret es van desmentir: els acords eren coneguts públicament i debatuts a l’ONU, parlaments, OTAN i premsa.